# العلاقات المكسيكية التشيلية
العلاقات المكسيكية التشيلية هي العلاقات الثنائية التي تجمع بين المكسيك وتشيلي.

## مقارنة بين البلدين
هذه مقارنة عامة ومرجعية للدولتين:
| وجه المقارنة                                              | المكسيك                                                                               | تشيلي                         |
| --------------------------------------------------------- | ------------------------------------------------------------------------------------- | ----------------------------- |
| المساحة (كم2)                                             | 1.97 مليون                                                                            | 756.10 ألف                    |
| عدد السكان (نسمة)                                         | 130.53 مليون                                                                          | 17.37 مليون                   |
| الكثافة السكانية (ن./كم²)                                 | 66.26                                                                                 | 22.97                         |
| العاصمة                                                   | مدينة مكسيكو                                                                          | سانتياغو                      |
| اللغة الرسمية                                             | اللغة الإسبانية                                                                       | اللغة الإسبانية               |
| العملة                                                    | بيزو مكسيكي                                                                           | بيزو تشيلي، وحدة حساب تشيلية ‏ |
| الناتج المحلي الإجمالي (بليون دولار)                      | 1.15 تريليون                                                                          | 277.08 مليار                  |
| الناتج المحلي الإجمالي (تعادل القوة الشرائية) بليون دولار | 2.16 تريليون                                                                          | 419.39 مليار                  |
| الناتج المحلي الإجمالي الاسمي للفرد دولار أمريكي          | 9.01 ألف                                                                              | 13.42 ألف                     |
| الناتج المحلي الإجمالي للفرد دولار أمريكي                 | 17.32 ألف                                                                             | 22.07 ألف                     |
| مؤشر التنمية البشرية                                      | 0.756                                                                                 | 0.832                         |
| رمز المكالمات الدولي                                      | +52                                                                                   | +56                           |
| رمز الإنترنت                                              | .mx                                                                                   | .cl                           |
| المنطقة الزمنية                                           | منطقة زمنية وسطى، المنطقة الزمنية الجبلية، زمن منطقة المحيط الهادئ، منطقة زمنية شرقية | 00، 00، 00، 00                |

## مدن متوأمة
في ما يلي قائمة باتفاقيات التوأمة بين مدن مكسيكية وتشيلية:
- ترتبط Tlalnepantla  [لغات أخرى]‏ مع لا سيرينا باتفاقية توأمة.[14]
- ترتبط مونتيري مع كونثبثيون باتفاقية توأمة منذ 1993.
- ترتبط غواناخواتو مع فالبارايسو باتفاقية توأمة منذ 2002.[15][16][15][15]
- ترتبط مدينة مكسيكو مع سانتياغو باتفاقية توأمة منذ 1 سبتمبر 2008.[17][18][17][18]
- ترتبط غوادالوبي [الإنجليزية]‏ مع كوكيمبو باتفاقية توأمة.
- ترتبط تلانيبانتلا دي باز مع لا سيرينا باتفاقية توأمة.[14]
- ترتبط مدينة كيريتارو مع سانتياغو باتفاقية توأمة.

## منظمات دولية مشتركة
يشترك البلدان في عضوية مجموعة من المنظمات الدولية، منها:
| علم المنظمة | اسم المنظمة                                                          | تاريخ انضمام المكسيك | تاريخ انضمام تشيلي |
| ----------- | -------------------------------------------------------------------- | -------------------- | ------------------ |
|             | وكالة ضمان الاستثمار متعدد الأطراف                                   | 1 يوليو 2009         | 12 أبريل 1988      |
|             | منظمة التعاون الاقتصادي والتنمية                                     | ?                    | ?                  |
|             | الأمم المتحدة                                                        | 7 نوفمبر 1945        | 24 أكتوبر 1945     |
|             | وكالة حظر الأسلحة النووية في أمريكا اللاتينية ومنطقة البحر الكاريبي ‏ | ?                    | ?                  |
|             | الفريق المعني برصد الأرض                                             | ?                    | ?                  |
|             | منظمة حظر الأسلحة الكيميائية                                         | ?                    | ?                  |
|             | منظمة التجارة العالمية                                               | 1995                 | ?                  |
|             | منظمة الشرطة الجنائية الدولية                                        | ?                    | ?                  |
|             | مؤسسة التنمية الدولية                                                | 24 أبريل 1961        | 30 ديسمبر 1960     |
|             | يونسكو                                                               | 4 نوفمبر 1946        | 7 يوليو 1953       |
|             | الاتحاد البريدي العالمي                                              | ?                    | ?                  |
|             | البنك الدولي للإنشاء والتعمير                                        | 31 ديسمبر 1945       | 31 ديسمبر 1945     |
|             | المنظمة الهيدروغرافية الدولية                                        | ?                    | ?                  |
|             | الاتحاد الدولي للاتصالات                                             | 1 يوليو 1908         | 1908               |
|             | مؤسسة التمويل الدولية                                                | 20 يوليو 1956        | 15 أبريل 1957      |
|             | منتدى التعاون الاقتصادي لدول آسيا والمحيط الهادئ                     | 17 نوفمبر 1993       | 11 نوفمبر 1994     |

## أعلام
هذه قائمة لبعض الشخصيات التي تربطها علاقات بالبلدين:
- بياتريس غوتيريز مولر (13 يناير 1969 – )

## وصلات خارجية
- موقع وزارة الخارجية المكسيكية
- موقع وزارة الخارجية التشيلية